# استنساخ (فلم)
استنساخ هو فيلم مصري من نوع الخيال العلمي، صدر عام 2025. الفيلم من إخراج وتأليف عبد الرحمن محمد، ويُعد أول تجربة إخراجية له في الأفلام الروائية الطويلة. يضم الفيلم  سامح حسين في دور البطولة، إلى جانب هبة مجدي، هاجر الشرنوبي، محمد عز، أحمد صيام، وأحمد السلكاوي. تدور أحداث الفيلم حول قضايا الذكاء الاصطناعي وتأثيره على المجتمع، مع التركيز على التحديات التي تواجه البشرية في ظل التقدم التكنولوجي المتسارع. عُرض الفيلم لأول مرة في دور العرض السينمائية المصرية في 8 أبريل 2025، ضمن موسم أفلام عيد الفطر 

## ملخص القصة
تدور أحداث الفيلم في إطار خيال علمي مشوب بالتشويق والإثارة، حول يونس العربي (سامح حسين)، شاب يجد نفسه متورطًا في سلسلة من المتاعب بعد أن يتسبب تطور الذكاء الاصطناعي في السيطرة على مجريات الأحداث في العالم. مع تصاعد نفوذ التكنولوجيا، يواجه يونس تحديات معقدة تتعلق بالهوية، الأخلاق، والصراع بين الإنسان والآلة. تظهر شخصيات ثانوية مثل مريم (هبة مجدي)، التي تلعب دورًا عاطفيًا في حياة يونس، وزوجة يونس (هاجر الشرنوبي)، إلى جانب شخصيات أخرى مثل رامي (محمد عز) وسليم (أحمد صيام) ورجاء (أحمد السلكاوي)، الذين يساهمون في تطور الصراع الدرامي.
يتناول الفيلم قضايا اجتماعية وفلسفية مرتبطة بالتقدم التكنولوجي، مثل تأثير الذكاء الاصطناعي على العلاقات الإنسانية، والمخاطر الأخلاقية للتحكم الآلي، مع مزج هذه العناصر بالإثارة والغموض لخلق تجربة سينمائية فريدة.

## النقد
حظي الفيلم باستقبال نقدي متباين. أشاد بعض النقاد بمحاولته الطموحة لتقديم فيلم خيال علمي مصري، وهو نوع نادر في السينما المصرية، مع الإشادة بأداء سامح حسين الذي قدم شخصية يونس العربي بمزيج من الإحساس والتوتر. كما أُثني على الرؤية الإخراجية لعبد الرحمن محمد في خلق عالم مستقبلي مقنع رغم الميزانية المحدودة. ومع ذلك، انتقد آخرون الفيلم لضعف بعض عناصر السيناريو، خاصة في الربط بين الأحداث، وبطء الإيقاع في بعض المشاهد. أشار البعض إلى أن المؤثرات البصرية، رغم جودتها النسبية، لم ترقَ إلى مستوى الأفلام الخيالية العالمية.
على منصات التواصل الاجتماعي، أبدى بعض المشاهدين إعجابهم بالفكرة الجريئة للفيلم، واصفين إياه بأنه "خطوة جديدة للسينما المصرية"، بينما اعتبره آخرون "غير مكتمل" بسبب ضعف الإنتاج مقارنة بتوقعاتهم. أثارت الأغنية الترويجية للفيلم اهتمامًا كبيرًا، مما ساعد في الترويج له.

## وصلات خارجية
- مقالات تستعمل روابط فنية بلا صلة مع ويكي بيانات